# Берндрот
Берндрот (њем. Berndroth) општина је у њемачкој савезној држави Рајна-Палатинат. Једно је од 137 општинских средишта округа Рајн-Лан. Према процјени из 2010. у општини је живјело 422 становника. Посједује регионалну шифру (AGS) 7141011.

## Географски и демографски подаци
Берндрот се налази у савезној држави Рајна-Палатинат у округу Рајн-Лан. Општина се налази на надморској висини од 370 метара. Површина општине износи 6,2 km². У самом мјесту је, према процјени из 2010. године, живјело 422 становника. Просјечна густина становништва износи 68 становника/km².